# Kamienica Pod Opatrznością w Krakowie
Kamienica Pod Opatrznością (znana także jako Kamienica Sataleckiego) – zabytkowa kamienicaznajdująca się w Krakowie, w dzielnicy I przy ulicy Stolarskiej 15, na Starym Mieście.

## Historia
W średniowieczu i czasach nowożytnych w miejscu obecnej kamienicy znajdowały się trzy domy o gotyckim rodowodzie. Dom północny, zwany Kamienicą Delaportowską, został wzniesiony w XV wieku. W XVI wieku był własnością rodziny Dellaportów. W tym czasie został nadbudowany o drugie piętro i przebudowany. Dom środkowy, zwany Kamienicą Majchrowiczowską, również powstał w XV wieku. W XVI wieku został przebudowany w stylu renesansowym, nadbudowano też pierwsze piętro. W drugiej ćwierci XVII wieku był własnością J. Majchrowicza. Podczas potopu szwedzkiego uległ znacznym zniszczeniom i popadł w ruinę. Dom południowy, zwany Kamienicą Kamedułów, był od I połowy XVII wieku własnością kamedułów bielańskich. Nadbudowano wówczas drugie piętro i przebudowano wnętrza.
W połowie XVIII wieku kamienice Dellaportowska i Majchrowiczowska zostały połączone przez kuśnierza Szymona Fludzińskiego. W 1827 M. Filipowski dokupił Kamienicę Kamedułów i rozpoczął przygotowania do scalenia. Wzniesiono wówczas nową oficynę boczną, jednak w dokończeniu prac scaleniowych przeszkodził wielki pożar Krakowa w 1850, podczas którego budynki zostały znacznie zniszczone, a sam właściciel zginął. Ostatecznie kamienice scalono podczas odbudowy w 1861, nadając nowo powstałemu gmachowi późnoklasycystyczny wystrój. W 1948 zburzono oficynę boczną. W latach 1974–1978 kamienica została gruntownie przebudowana z adaptacją na konsulat.
Obecnie w budynku mają siedzibę: konsulat generalny Francji oraz Instytut Francuski.
13 maja 1966 kamienica została wpisana do rejestru zabytków. Znajduje się także w gminnej ewidencji zabytków.

## Architektura
Kamienica Pod Opatrznością jest budynkiem dwupiętrowym, ośmioosiowym. Posiada dwa proste, półkoliście zwieńczone portale. Na fryzie, w czwartej osi, znajduje się kartusz przedstawiający oko opatrzności, od którego budynek wziął swoją nazwę.